# Candi Laras Utara
Candi Laras Utara (indonez. Kecamatan Candi Laras Utara) – kecamatan w kabupatenie Tapin w prowincji Borneo Południowe w Indonezji.
Kecamatan ten graniczy od północnego wschodu z kabupatenem Hulu Sungai Selatan, od południowego wschodu z kecamatanem Candi Laras Selatan, od południa z kecamatanem Tapin Tengah, a od zachodu z prowincją Borneo Środkowe.
W 2010 roku kecamatan ten zamieszkiwało 16 121 osób, z których 8097 stanowili mężczyźni, a 8024 kobiety. 16 119 osób wyznawało islam.
Znajdują się tutaj miejscowości: Batalas, Buas-Buas, Buas-Buas Hilir, Kaladan, Margasari Hilir, Pariok, Rawana, Rawana Hulu, Sawaja, Sungai Puting, Sungai Salai, Sungai Salai Hilir i Teluk Haur.